# Elisabetin
Elisabetin, alternativ Elisabethin, (în germană Elisabethstadt, maghiară Erzsébetváros, Erzsébetkülváros), este un cartier din Timișoara. Este situat în partea de centru-sud a orașului. Este unul dintre cartierele istorice ale Timișoarei.

## Istoric

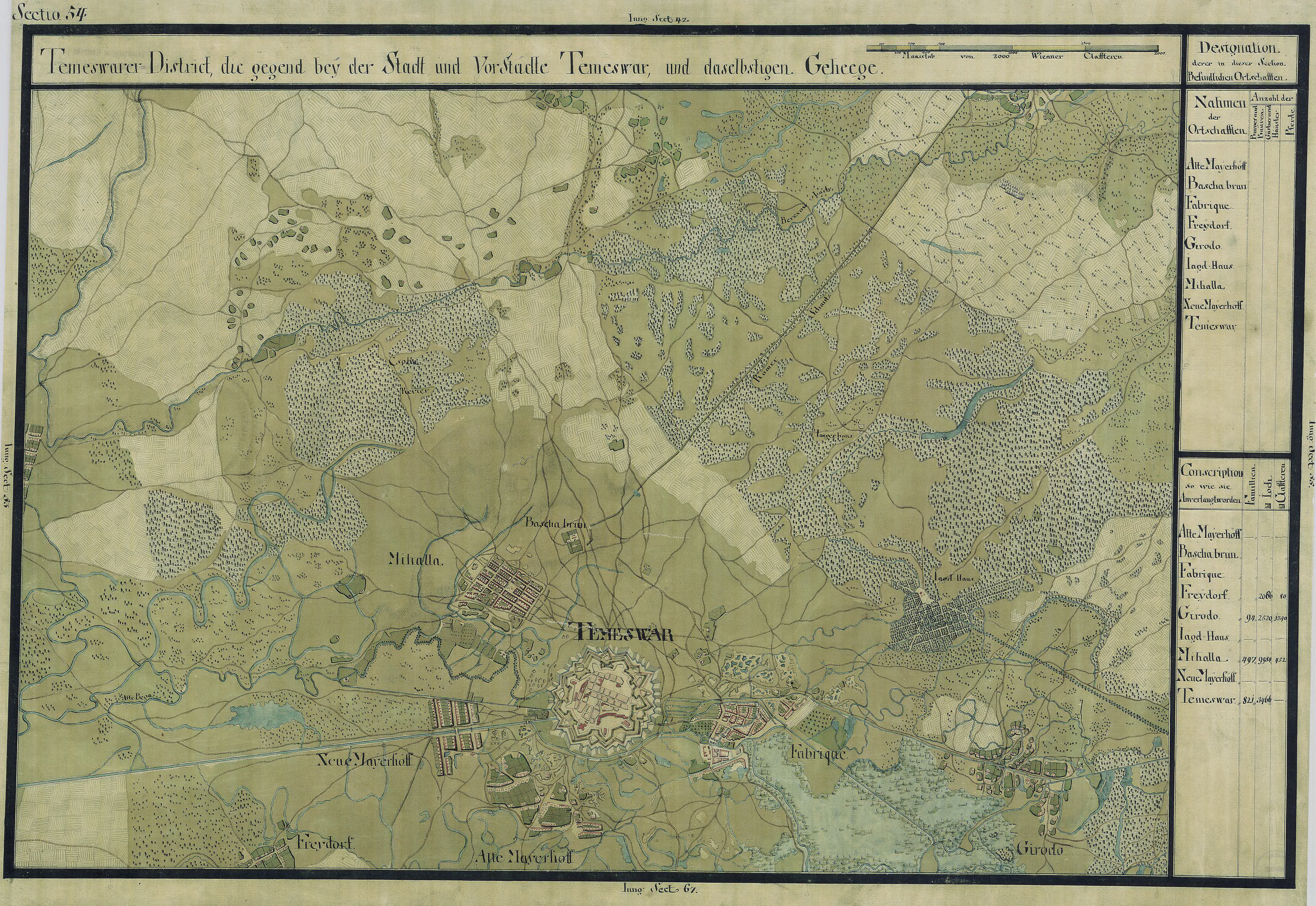
Elisabetin în Harta Iosefină a Banatului, 1769-72

Elisabetinul a luat ființă imediat după plecarea turcilor, între 1716 și 1718 și purta numele de „Maierele Vechi” (germană Mayerhof) sau „Maierele Românești” pentru că aici erau instalați preponderent români. Acesta arăta mai mult ca un sat construit în jurul unei biserici din lemn, datorită interdicției puse ortodocșilor de a ridica biserici de zid și piatră, cu case mici risipite și înconjurate de livezi și grădini de zarzavaturi. În 1837 izbucnește o epidemie de ciumă, iar abia după terminarea acesteia, cartierul începe să se dezvolte. În partea de nord-vest încep să construiască și germanii, drept pentru care zona ia numele de „Maierele Germane”. Numele actual îl preia abia în 25 mai 1896, în cinstea Împărătesei Elisabeta ("Sisi"), soția împăratului Franz Iosef I, si regina Ungariei, asasinată la Geneva. După 1882 se construiesc zeci de clădiri. În perioada interbelică i se schimbă numele în „Principesa Elisabeta” însă rămâne în conștiința oamenilor ca Elisabetin.

## Clădiri istorice
- Cantina Politehnicii de unde în 1956 a pornit o revoltă studențească împotriva regimului comunist care l-a avut ca protagonist și pe Ioan Holender.
- Abatorul comunal, construit după planurile arhitectului László Székely.

## Locuri dispărute sau uitate
- Casa turcească
- Atelierul de orgi al familiei Wegenstein
- Localul Șari-Neni, unul dintre cele mai cunoscute bordeluri din perioada interbelică
- Grădinile de flori ale lui Mühle și Niemetz ce se întindeau pe zeci de hectare
- Restaurantul Novotny, cu grădina de vară, club și popicărie unde se aduna elita cartierului
- Localul „Cățeaua Leșinată”

## Marile școli
Cartierul Elisabetin găzduiește două dintre cele mai importante instituții de învățământ superior din Timișoara: Universitatea de Vest, Universitatea „Politehnica”,  Biblioteca Centrală Universitară „Eugen Todoran” și Biblioteca Centrală a Universității Politehnica, dar și unul dintre cele mai prestigioase licee din țară: Liceul Teoretic „Grigore Moisil”. 

## Alte instituții
- Academia Română - 1951
- Institutul de Sudură și Încercări Metalice (ISIM) – 1972-1973
- Direcția Apelor Banat – 1973
- Institutul de Igienă – 1926, numit acum Institutul de Sănătate Publică
- Observatorul Astronomic
- Institutul pentru Cercetare a Fizicii Pământului - Institutul. Seismologic (INCFP)

## Biserici
- Biserica romano-catolică din Elisabetin, construită în stil neogotic după planurile arhitectului Karl Salcovics între 1912-1919;
- Biserica ortodoxă Elisabetin, „Adormirea Maicii Domnului”, 1784, preoți: Nichifor, Ioan Petraș, Cristian Niculescu și Petru Suru;